# (8980) Heliaca
(8980) Heliaca (4190 T-3) – planetoida z pasa głównego asteroid okrążająca Słońce w ciągu 4,6 lat w średniej odległości 2,77 au. Odkryta 16 października 1977 roku.